# 雲林縣北港鎮北辰國民小學

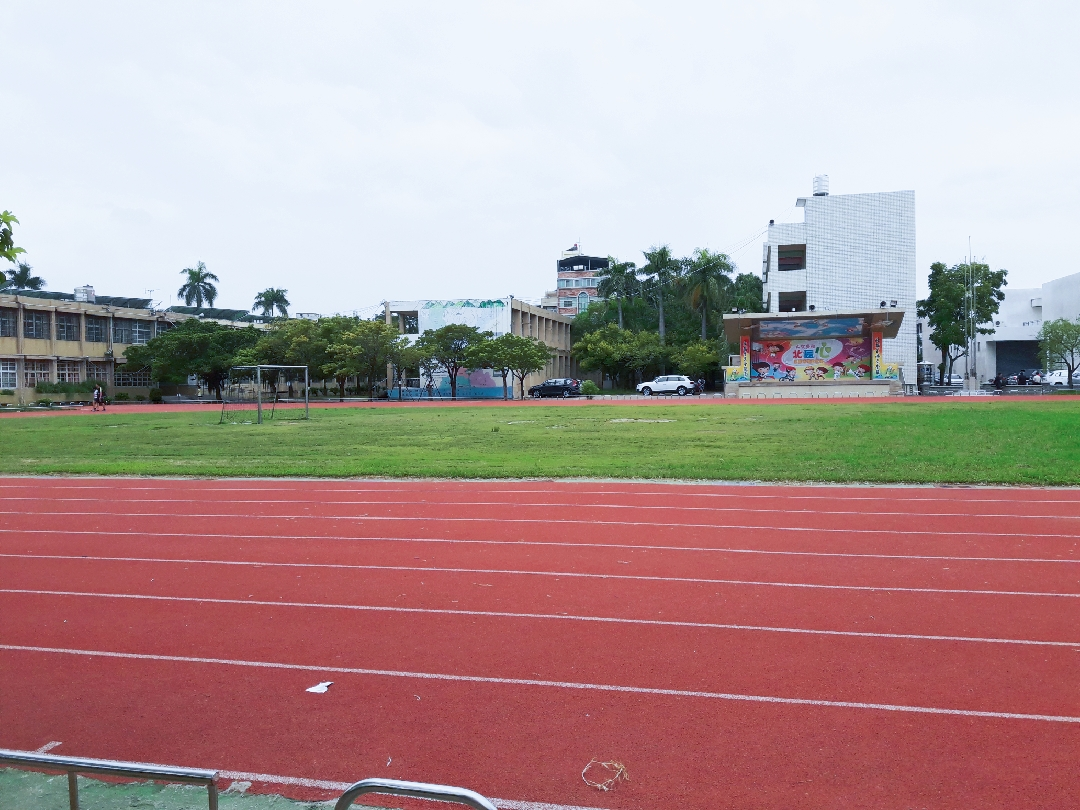
北辰國小操場。

雲林縣北港鎮北辰國民小學（簡稱北辰國小）是位在中華民國臺灣省雲林縣北港鎮的一所公立國民小學，前任校長為陳明誌。其創校於日治時期，迄今校友約有三萬餘人，歷史悠久。

## 歷史

### 日治時期
北辰國小之前身為臺南州北港女子公學校，成立於1927年（昭和二年）4月1日，校址在現在北港國中，學生為原北港公學校（今南陽國小）在籍之女生。1939年（昭和十四年）3月31日學區重劃，復因學校後方有一神社，校名改為宮前公學校；1941年因皇民化運動，總督府推動日臺共學而改稱台南州宮前國民學校。

### 戰後至今
1945年臺灣光復，11月18日，政府派楊溪為光復後首任校長。次年3月31日改名為「台南縣北港鎮第二國民學校」；1947年4月1日再改名為「台南縣北港鎮北辰國民學校」。1950年10月，北港鎮改隸雲林縣，校名改為「雲林縣北港鎮北辰國民學校」。
1954年設立新街分校；1955年設立樹腳分校、後溝分校。1959年後溝分校獨立，稱辰光國民學校。1961年新街分校獨立，稱僑美國民學校。1968年，政府實施九年國民教育，改制為國民小學，即現名「雲林縣北港鎮北辰國民小學」。
2015年（民國104年）7月31日，光復後第11任校長郭永童退休，由僅有72名學生的台西鄉尚德國小校長陳明誌兼代當時已有2000餘名學生的北辰國小校長。而陳明誌身兼雙職1年後，尚德國小校長改由蘇維新接任，陳明誌正式擔任北辰國小校長，是為光復後第12任校長。
2017年4月，北辰國小為慶祝90周年校慶，舉辦「慶祝90週年校慶運動會聖火傳遞活動」，由陳明誌帶領師生前往北港朝天宮點燃聖火，再沿市區一路傳遞回學校，一路上車流頻繁，北港警方也實施交管。

## 學生活動
早年北辰國小學生的運動、語文非常出色，排球、篮球、棒球、舞獅、舞龍都曾獲得全國前3名，國語文競賽還拿下全國演說第1名。現今其女子排球隊在台灣有「金牌球隊」之譽，甚至吸引遠在新竹縣的女學童到雲林就讀北辰國小。

## 校園與校舍
北辰國小會有民眾遛狗，排遺物問題造成校方困擾，掛布條在校門口，希冀民眾不要把校園當成「狗廁」，但仍有流浪狗在校園內到處排遺。

### 舊校長宿舍
據前校長蘇金連云，北辰國小舊校長宿舍是1941年時建造的，他是最後一個入住的校長，先前也曾有日籍的宮城校長、光復後的趙清木、蔡子寬、蔡玉書等校長入住。地方人士希望該宿舍能夠保留、活化使用，2020年公告為歷史建築。

## 外部連結
- 北辰國民小學校網